# Caroga costalis
Caroga costalis är en fjärilsart som beskrevs av William Schaus 1906. Caroga costalis ingår i släktet Caroga och familjen nattflyn. Inga underarter finns listade i Catalogue of Life.